# Toyota Celica
La Toyota Celica è un'automobile coupé prodotta dalla casa automobilistica giapponese Toyota.
La produzione del modello è cominciata nel 1970 ed è cessata nel 2005, con la settima generazione.

## Le generazioni
La prima generazione è rimasta in produzione dal 1970 al 1977. 
Disponibile in due versioni: 1.6L e 2.0L, con allestimenti normali e GT, la sua linea era da classica sportiva americana dei primi anni '70, tanto che venne soprannominata "Japanese Mustang".
La seconda generazione è rimasta in produzione dal 1978 al 1982.
La terza generazione è rimasta in produzione dal 1982 al 1986 (con la prima versione turbo 1.8 3T-TE).

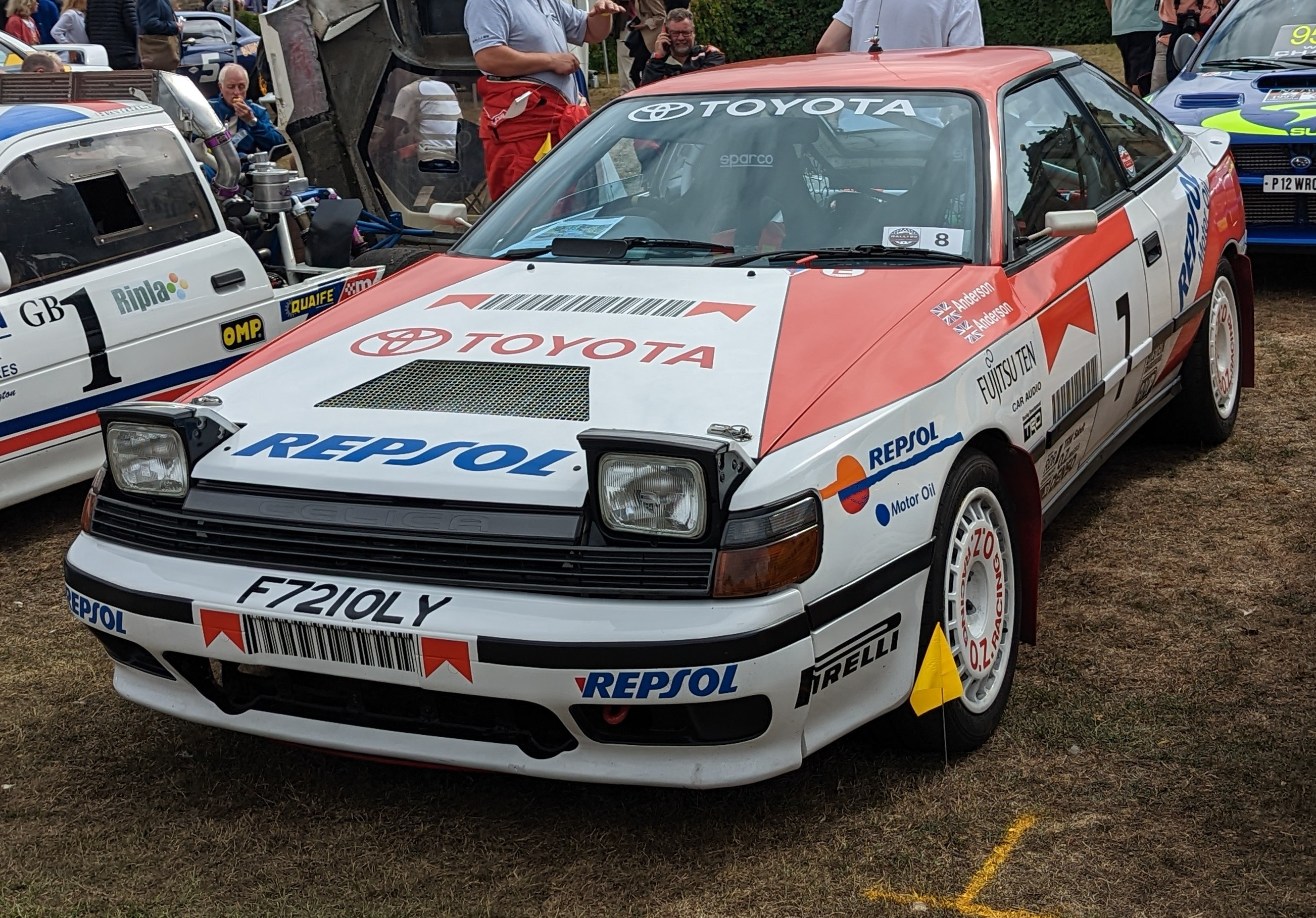
Celica GT-Four ST165 (T160)

### Quarta generazione (T160)
La quarta generazione è rimasta in produzione dal 1985 al 1989.
La versione ST monta un 1,6 litri a otto valvole a carburatori, le altre sedici valvole e iniezione.
Con questa generazione nasce il modello GT4: nell'ottobre 1986 nasce anche la ST165, meglio conosciuta come GT-Four o All-Trac Turbo, con il motore 3S-GTE, e con questo modello Toyota continua l'impegno nel mondiale Rally iniziato con la prima generazione ottenendo il primo titolo mondiale con Carlos Sainz.
| Versione | Sigla interna | Trazione  | Motore | Cilindrata | Potenza       | Velocità massima | 0-100  |
| -------- | ------------- | --------- | ------ | ---------- | ------------- | ---------------- | ------ |
| ST       | AT160         | Anteriore | 4A-C   | 1587 cc    | 64 kW 87 CV   | 175 km/h         | 12,4 s |
| GT       | AT160         | Anteriore | 4A-GE  | 1587 cc    | 92 kW 125 CV  | 205 km/h         | 8,9 s  |
| GT       | ST162         | Anteriore | 3S-FE  | 1998 cc    | 92 kW 125 CV  | 205 km/h         | 8,9 s  |
| GT-S     | ST162         | Anteriore | 3S-GE  | 1998 cc    | 112 kW 152 CV | 210 km/h         | 8,6 s  |
| GT-Four  | ST165         | Integrale | 3S-GTE | 1998 cc    | 142 kW 193 CV | 220 km/h         | 7,9 s  |

### Quinta generazione (T180)

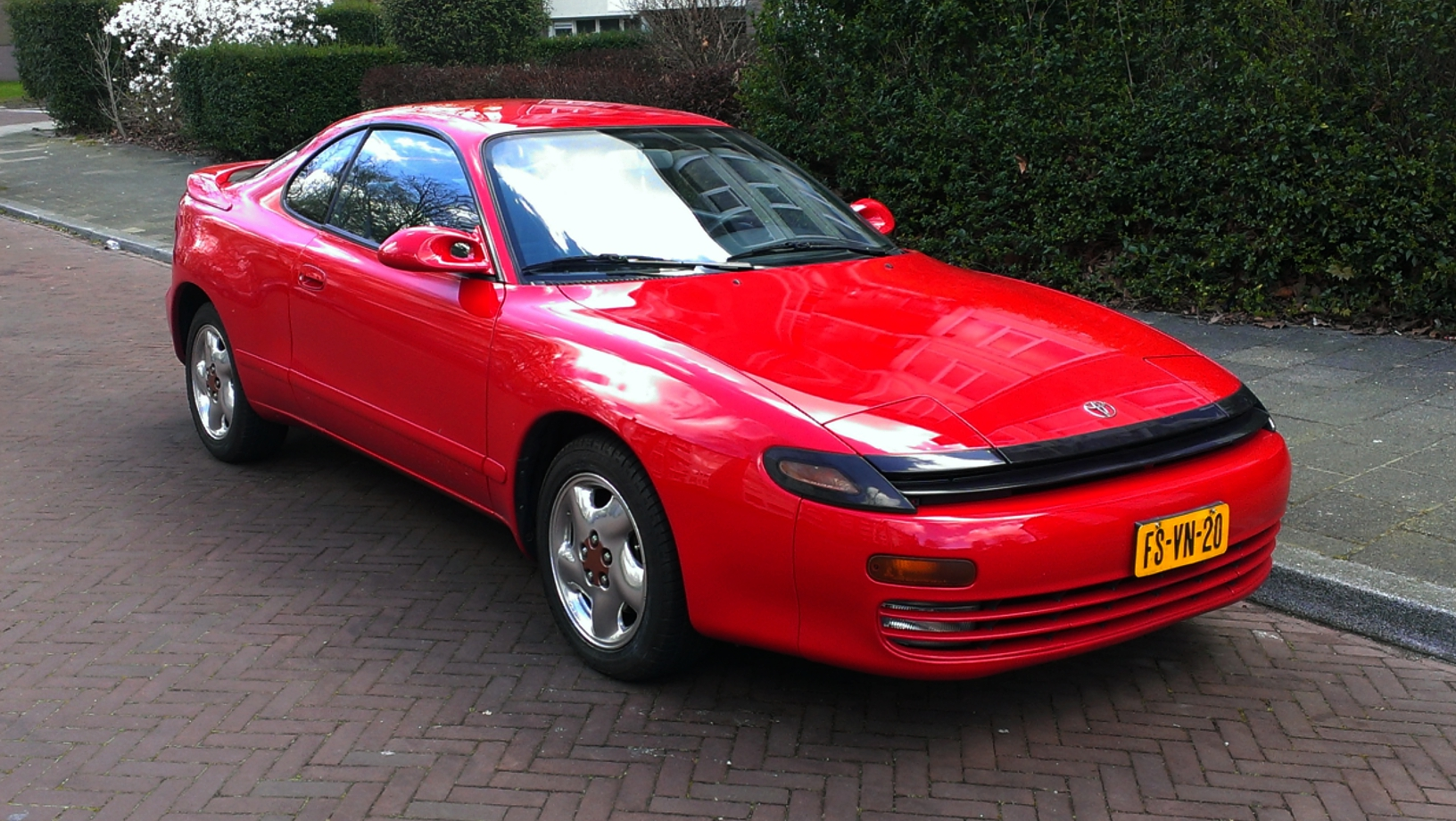
Celica (T180)

La quinta generazione (denominata anche T180) è stata in produzione dal 1989 al 1994, conservando sempre la configurazione quattro posti, il volante senza airbag e i fanali a scomparsa.
Questo modello vede l'evoluzione del modello che segna definitivamente l'entrata di Toyota nel Campionato del Mondo con la ST 185 RC (Rally Car), costruita in 5000 esemplari numerati per ottenere l'omologazione in Gruppo A. In Italia questa versione si ricorda come "Carlos Sainz Limited Edition".
In Italia era disponibile nei seguenti allestimenti e motorizzazioni tutte sedici valvole.
| Versione               | Sigla interna | Trazione  | Motore | Cilindrata | Potenza       | Velocità massima | 0-100 |
| ---------------------- | ------------- | --------- | ------ | ---------- | ------------- | ---------------- | ----- |
| ST-i                   | AT180         | Anteriore | 4A-FE  | 1587 cc    | 77 kW 105 CV  | 195 km/h         | 11 s  |
| GT-i 16                | ST182         | Anteriore | 3S-GE  | 1998 cc    | 115 kW 156 CV | 210 km/h         | 8,1 s |
| Turbo 4WD              | ST185         | Integrale | 3S-GTE | 1998 cc    | 150 kW 204 CV | 230 km/h         | 7,9 s |
| Turbo 4WD Carlos Sainz | ST185         | Integrale | 3S-GTE | 1998 cc    | 153 kW 208 CV | 230 km/h         | 7,9 s |

### Sesta generazione (T200)

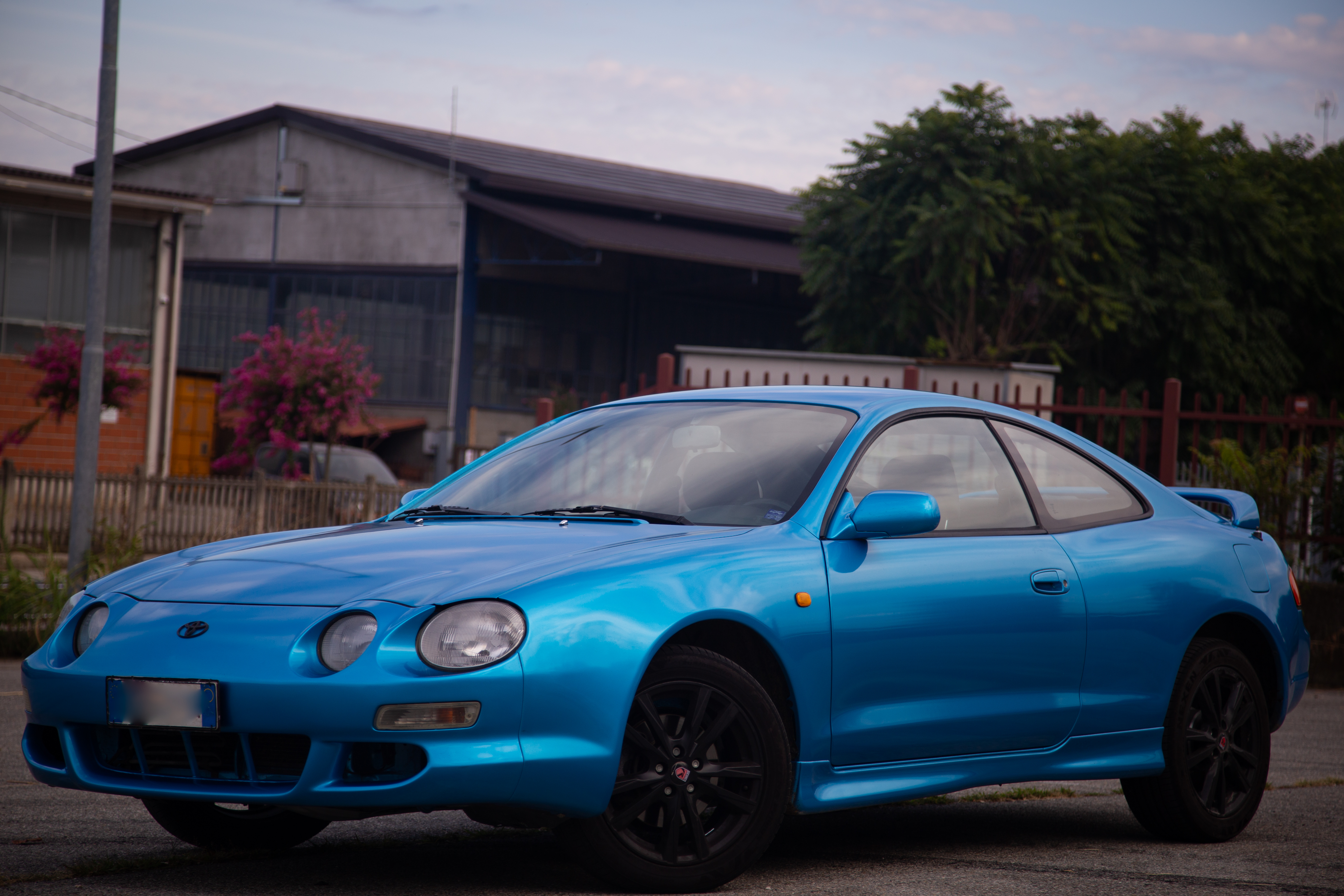
Celica (T200) Restyling (1997)

La sesta generazione (denominata anche T200) è rimasta in produzione dal 1994 al 1999, con un restyling a cavallo del 1995, dove al paraurti anteriore sono stati aggiunti due divisori laterali per i fendinebbia.
Questa serie perde i fanali a scomparsa sostituiti da quattro fari circolari, mentre il volante a quattro razze guadagna l'airbag, a partire dal 1995.
Il modello di punta della serie è rappresentato dalla versione ST205 a trazione integrale permanente, con il motore 3S-GTE da 1998 cm³, sovralimentato tramite turbina, raggiungendo una potenza di 242 cavalli. Il nome del modello è Celica GT-Four. 
In Italia era disponibile nei seguenti allestimenti e motorizzazioni tutte sedici valvole.
| Versione        | Codice | Trazione  | Motore | Cilindrata | Potenza       | Velocità massima | 0-100  |
| --------------- | ------ | --------- | ------ | ---------- | ------------- | ---------------- | ------ |
| ST              | AT200  | Anteriore | 7A-FE  | 1762 cc    | 85 kW 116 CV  | 200 km/h         | 10,2 s |
| GT              | ST202  | Anteriore | 3S-GE  | 1998 cc    | 129 kW 175 CV | 225 km/h         | 8,1 s  |
| GT-Four (Turbo) | ST205  | Integrale | 3S-GTE | 1998 cc    | 178 kW 242 CV | 245 km/h         | 6,3 s  |

### Settima generazione (T230)

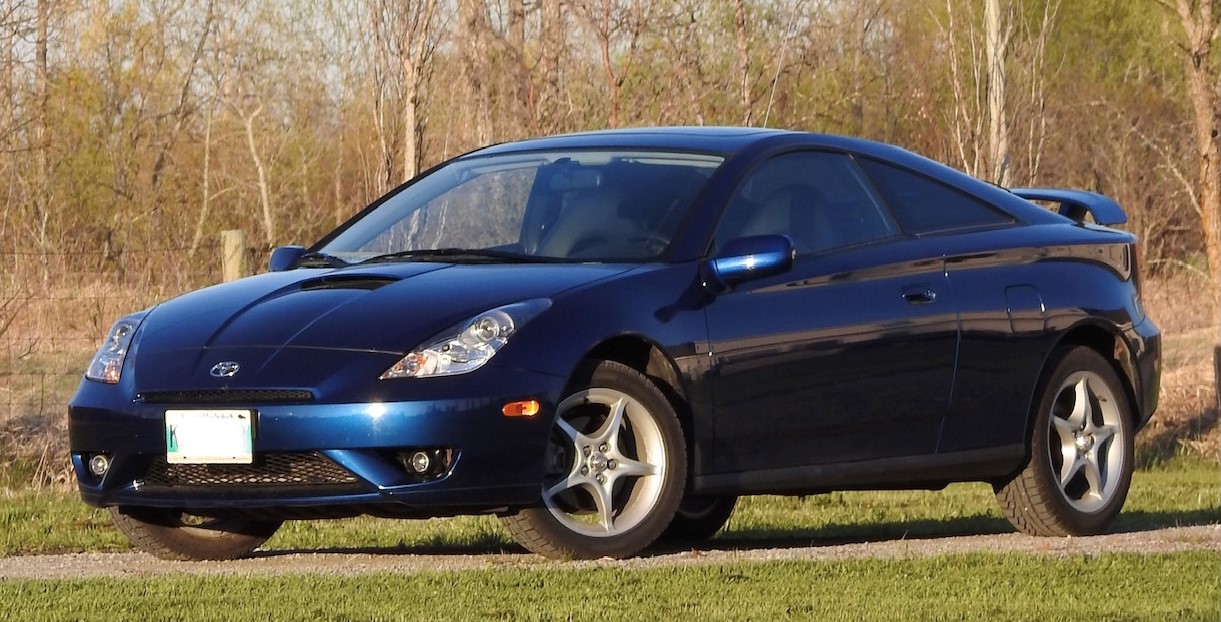
Celica (T230)

L'ultima generazione, totalmente nuova, si caratterizzava per avere due motori, ambedue da 1800 cm³, aspirati, trazione anteriore, cambio a sei marce. Il modello VVT-i aveva una potenza di 143 cavalli, mentre il TS (VVTL-i) arrivava a 192 grazie a un sistema di variazione di fasatura e di profilo degli alberi a camme.

## Celica GT-Four e Turbo 4WD
Il nome GT-Four nasce con la quarta generazione di Celica. La prima Celica a fregiarsi di tale nome è infatti la ST165 nell'ottobre del 1986.

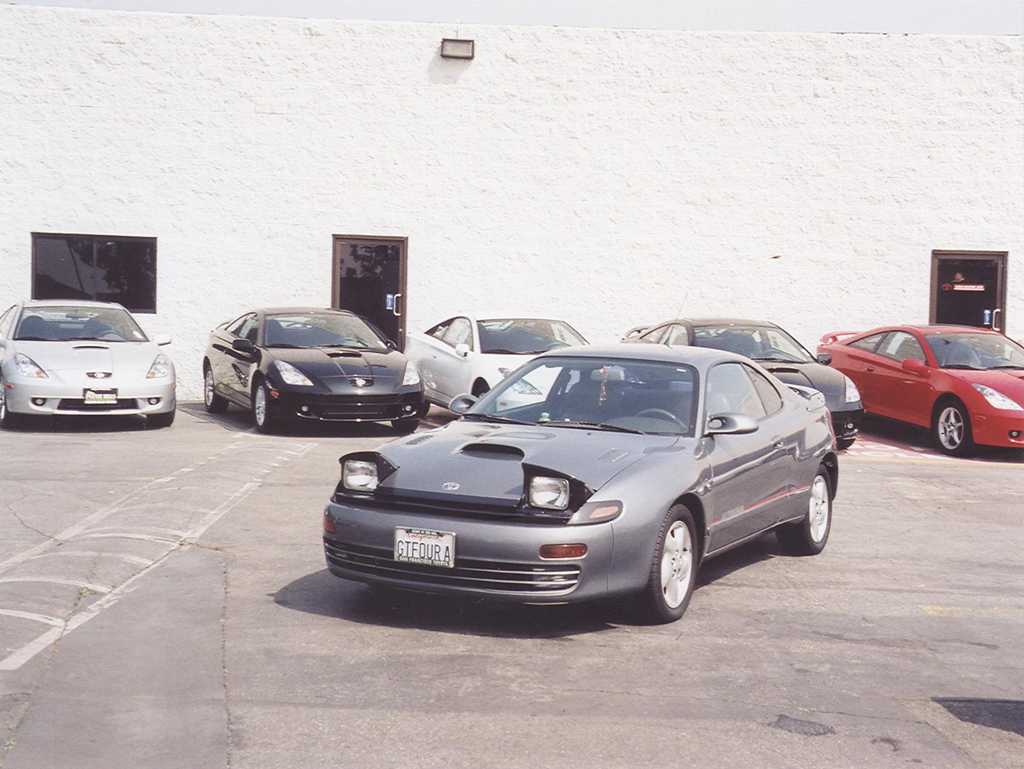
La Celica GT-Four ST185

Nel 1990 viene sostituita dalla GT-Four ST185, o Celica Turbo 4WD. Per la partecipazione al Mondiale Rally è stata costruita anche una versione speciale della ST185, la GT-Four RC (rally car) conosciuta in Europa come Carlos Sainz Limited Edition e nel mercato anglosassone come Group A. Questa versione venne costruita in 5.000 esemplari numerati dotati di un motore 3S-GTE di II generazione potenziato rispetto alla ST185 con l'aumento della pressione del turbocompressore a 0,95 bar e un intercooler aria/acqua. Oltre a questo, aveva un cambio con rapporti più corti, un ulteriore sincronizzatore per prima e seconda marcia e un differenziale posteriore autobloccante di tipo Torsen. Nel 1994 viene sostituita dalla ST205.
La Celica GT-Four Turbo 4WD (ST205) è la più potente e veloce Celica di sempre. È stata venduta in Europa tra il 1994 e il 1996. La ST205 è stata utilizzata nel WRC, o World Rally Championship. La GT-Four utilizza un tipo di sospensione denominata "super strut" unico nella sua conformazione.

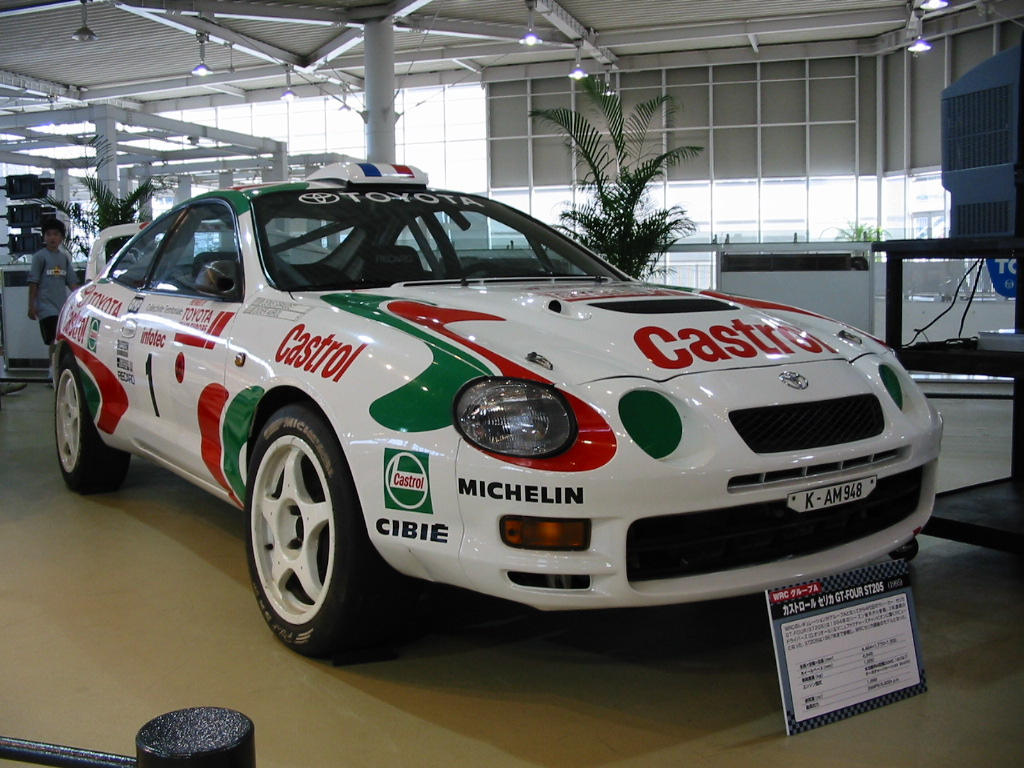
La Celica GT-Four ST205

La sospensione super strut utilizza gli stessi punti di montaggio dei McPherson standard. La differenza tra i due è la seguente: il Super Strut utilizza due bracci individuali più bassi, con un collegamento tra il primo braccio e il puntone, invece di un braccio inferiore. La parte superiore del giunto dello sterzo è collegato al montante tramite un giunto sferico al posto di un comune fisso. La barra stabilizzatrice è collegata all'ammortizzatore al posto del braccio inferiore. Il più grande vantaggio di questo sistema è che consente un miglior camber in curva.
Per i regolamenti di omologazione sono state prodotte 2.500 versioni WRC, che contenevano numerose funzioni extra, ma erano tutte disabilitate. Di 2.500 auto costruite, 2.100 sono state vendute in Giappone, 300 in Europa, 77 in Australia e il resto in altre parti del mondo. Le funzioni extra contenute erano le seguenti:
- Water Injection
- Spruzzatori d'acqua per il raffreddamento del radiatore intercooler
- Sistema Antilag (Bang-Bang)
- Alettone alto tramite apporto di supporti
- Irrigidimento del cofano motore

Potrebbe avere avuto anche una riduzione di peso, anche se questo non è stato confermato. La versione WRC era disponibile solo nel 1994. Dopo il 1996 la GT-Four ha ricevuto un lifting secondario nel 1996 e nel 1998. Il lifting nel 1996 conteneva un diverso spoiler posteriore e minigonne laterali, diverso sistema di airbag, ABS e cerchioni a 6 razze. Fari e fanali modificati. Nel 1998 invece alcune cose sono tornate come la prima versione, come lo spoiler posteriore e le rifiniture interne (cruscotto, volante, sedile assetto e passaggi laterali).